# Toronaeus magnificus
Toronaeus magnificus là một loài bọ cánh cứng trong họ Cerambycidae.